# Nigel Mansell
Nigel Ernest James Mansell (Upton upon Severn, Worcestershire, Inglaterra, Reino Unido, 8 de agosto de 1953), más conocido como Nigel Mansell, es un expiloto de automovilismo británico. Disputó 191 Grandes Premios de Fórmula 1 entre los años 1980 y 1992, y en 1994 y 1995, totalizando 31 victorias, 59 podios, y 32 poles en la máxima categoría. Fue campeón en 1992 con Williams y subcampeón en 1986, 1987 y 1991, cuarto en 1989, y quinto en 1990, entre otros resultados.
Debutó en F1 con Lotus en 1980, y estuvo en ese equipo desde ese año hasta 1984, después fue piloto de Williams en tres etapas desde 1985 hasta 1988, entre 1991 y 1992, y en 1994, además compitió para Ferrari en 1989 y 1990, y para McLaren en 1995. Es además, uno de los cinco pilotos que han debutado en Ferrari con victoria en la primera carrera (junto con Juan Manuel Fangio, Mario Andretti, Kimi Räikkönen y Fernando Alonso).
Asimismo, en 1993 y 1994 Mansell disputó la CART IndyCar Series con el equipo Newman Haas Racing, siendo campeón en su primer año, y octavo en el campeonato de 1994. En esa categoría obtuvo 5 victorias, 13 podios (una de ellas fue un tercer puesto en las 500 Millas de Indianápolis de 1993), y 10 poles.
De origen humilde, estudió ingeniería en el Matthew Boulton College en Hall Green, Birmingham. Trabajó como ingeniero aeroespacial en Lucas Engineering antes de abandonar su profesión por las carreras de automóviles.
Desde marzo de 2013, y junto a Karun Chandhok, está al cargo de la Categoría de Monoplazas de la Comisión de Pilotos de la FIA.
Es el presidente de UK Youth, una fundación dedicada a apoyar a la juventud.

## Trayectoria

### 1976-1977: Fórmula Ford
Después de una exitosa carrera en karting (siete veces campeón de Midlands karting de 1969 a 1976, obtuvo también los títulos de karting galés de 1970 y 71, campeón del norte británico del 73 y campeón nacional británico del 74), Mansell decidió comenzar a correr en la Fórmula Ford contra el consejo de su padre y contra la escasez de dinero que disponía. En 1976 ganó 6 de las 9 carreras que participó, incluyendo su debut en el circuito de Mallory Park. En un momento tuvo que vender su casa y coche para poder alquilar un monoplaza para proseguir con su carrera. Sufrió un gravísimo accidente en Brands Hatch donde se rompió el cuello, tuvo que ser hospitalizado y estuvo cerca de la cuadriplejia. A pesar de eso (ya habiendo abandonado su trabajo y estando completamente decidido a que se dedicaría a las carreras de automóvil) Mansell se escapó del hospital y volvió a correr. Debía lograr la pole, la vuelta rápida y ganar en la última carrera para proclamarse campeón, y lo hizo tras escaparse del hospital. De las 42 carreras que participó en 1977 ganó 33, para así obtener su primer título.

### 1978-1980: Fórmula 3
Su primera temporada fue difícil porque tenía un auto poco competitivo: usaba motores Triumph Dolomite contra los poderosos Toyota de las mejores escuadras. Ganó una pole position y obtuvo un segundo puesto. En su segunda temporada ganó en Silverstone y terminó octavo en el campeonato. Protagonizó otro dramático accidente con Andrea De Cesaris del que tuvo suerte de escapar con vida. Acabó con una vértebra aplastada y fue hospitalizado de nuevo. Los médicos pronosticaron que no volvería a correr jamás. Colin Chapman, el dueño de Lotus, notó sus habilidades y luego de pasar un test con uno de sus coches (en el que Mansell pilotó con calmantes debido a los dolores del accidente), lo hizo piloto de pruebas del equipo.
Combinó durante estos años los intentos de conseguir un volante en Fórmula 3 con alguna participación con un Turismo BMW en algunas pruebas.

### 1980-1983: Difíciles primeros años en la Fórmula 1
Comenzó a correr en la escudería Lotus a finales de la temporada de 1980. Durante su primera carrera el coche tenía un escape de combustible que se derramaba por toda la espalda de Mansell. Acabó con quemaduras de primer y segundo grado, pero era tal su deseo de correr que no le importó. Recordando el suceso, Nigel diría años después para su libro "My autobiography": "así es el glamour de las carreras de autos".

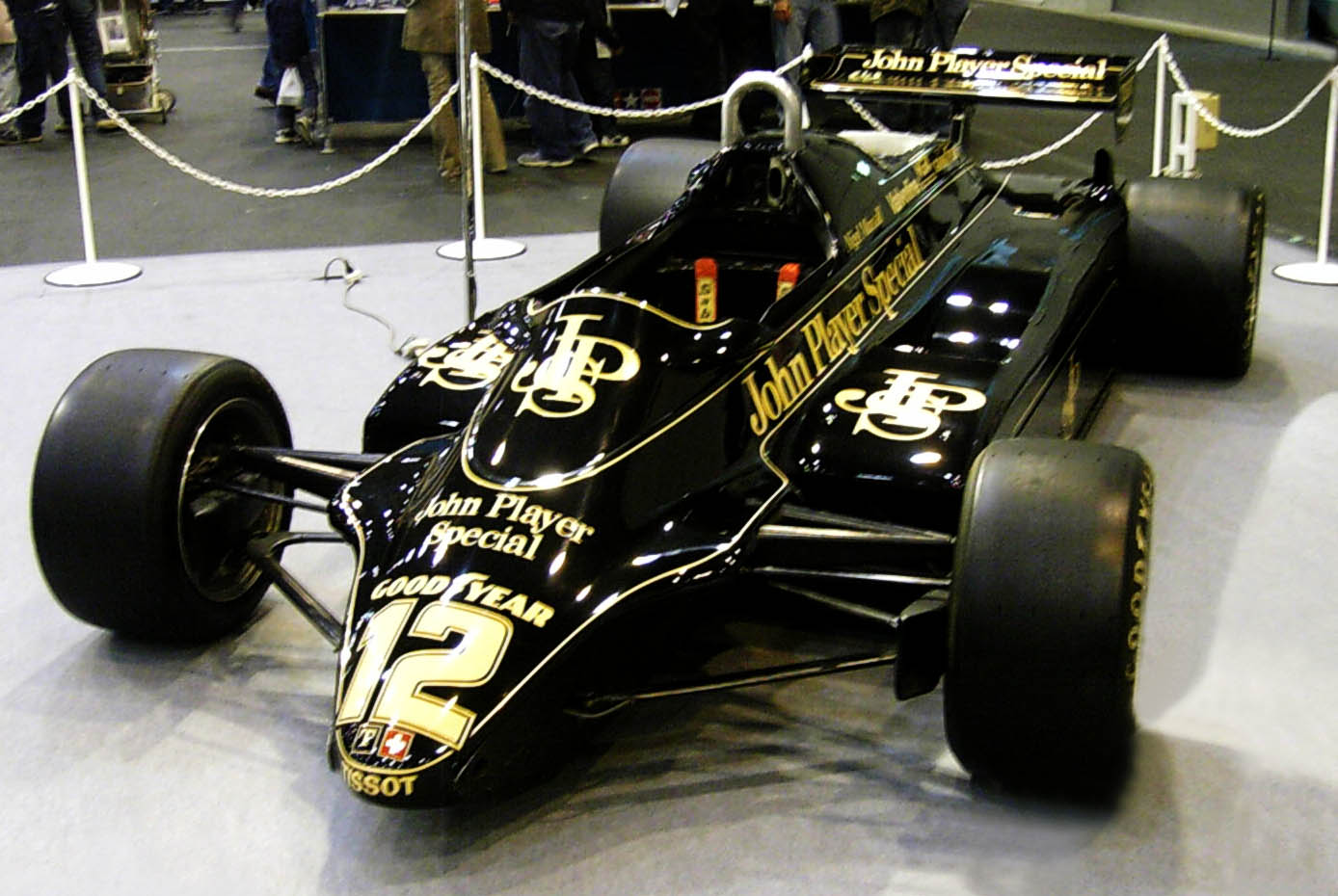
El Lotus 91 de Mansell de la temporada de 1982 siendo exhibido en marzo de 2007.

Sus primeros puntos llegaron con su primer podio finalizando tercero en el Gran Premio de Bélgica de 1981. Sus primeros años se caracterizaron por frecuentes abandonos causados sobre todo por la falta de confiabilidad del vehículo. Ya desde 1982, a pesar de ser en ese momento menos veloz que su compañero Elio De Angelis, cuando Nigel firmó contrato con Chapman hasta 1984 se hizo millonario. La muerte de Colin Chapman (1982), quien creía fervientemente en la capacidad de Nigel lo afectó en grado sumo. A su vez, el nuevo mánager de la escudería Peter Warr, no sentía que fuera un buen piloto y conservaba a Mansell en el equipo solo por el patrocinador del mismo que era británico (John Player Special). Cuando Nigel dejó Lotus dijo despectivamente que "Mansell nunca ganará un gran premio mientras tenga un agujero en mi culo"

### 1984-1987: Consagración como Top Driver
En la temporada de 1984 ya Nigel evidenciaba que estaba para destacar en la Fórmula 1. Lideró durante algunas vueltas el lluvioso Gran Premio de Mónaco de 1984 tras de adelantar a Prost, e ir a un ritmo de 2 segundos por vuelta más rápido que el francés, antes de cometer un error y chocar contra las barreras de protección en su afán de ir innecesariamente más rápido, cuando llevaba una cómoda ventaja (lo que provocó que tanto Gérard Ducarouge como Peter Warr, autoridades de Lotus, lo defenestraran). Obtuvo su primera Pole Position en Dallas, liderando la mitad de la carrera y empujando el coche en la última vuelta, se había roto la caja de cambios, para llegar sexto antes de caer desmayado (fue la carrera más calurosa en la historia, poco más de 40 °C temperatura ambiente y más de 60° en la pista).

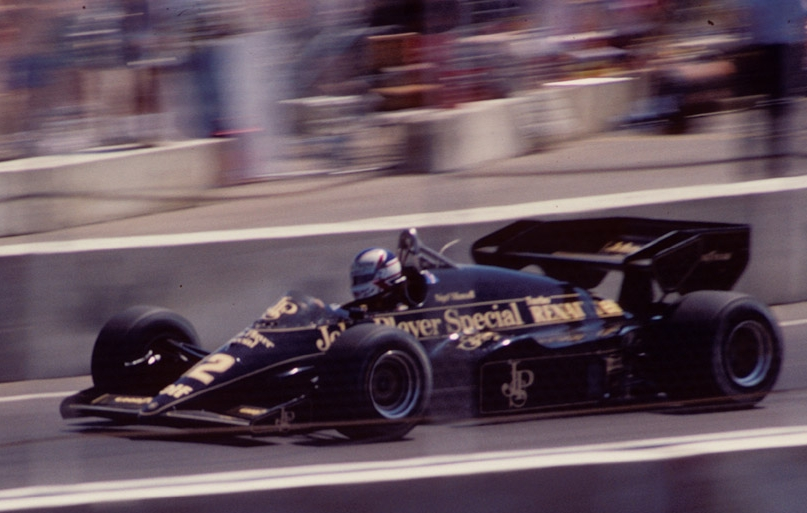
Mansell obteniendo su primera pole position con el Lotus 95T en el Gran Premio de los Estados Unidos de 1984.

En 1985 pasó a la escudería Williams-Honda. Fue en su gran premio número 72 que obtuvo su primera victoria en el Gran Premio de Europa celebrado en el autódromo de Brands Hatch y repitió el suceso en el Gran Premio en Kyalami, Sudáfrica, dos semanas más tarde. Ese par de triunfos consecutivos lo consolidaron como piloto y le hicieron adquirir el estatus de estrella.
En la temporada de 1986 Mansell maduró conductivamente. Llegó a ser subcampeón mundial en una temporada en la cual obtuvo cinco triunfos (Bélgica, Canadá, Francia, Gran Bretaña y Portugal), protagonizó uno de los finales más apretados de la historia con Ayrton Senna en el Gran Premio de España donde perdió por solo 0,014 segundos, y pudo batir a Nelson Piquet en puntos, su nuevo compañero en la escudería Williams junto con el que protagonizarían una de las rivalidades más importantes en la historia de la categoría. A pesar de comenzar el año como segundo piloto, tanto Mansell como Piquet disponían del mejor vehículo y su intensa rivalidad los hizo quitarse puntos entre sí, lo cual beneficiaría a la larga a Prost, a pesar de que el británico llegaría en mejores condiciones a la última carrera del año. El reventón de una rueda trasera en el Gran Premio de Australia, a pocas vueltas del final, en plena recta yendo a más de 300 km/h le pudo arrebatar el título (tuvo que ingeniarse para frenar magistralmente y salvarse de un peligroso accidente pero perdió la oportunidad de ganar el campeonato).
En 1987 ganó seis carreras (fue el piloto más vencedor), terminando en segundo lugar en el campeonato. De ese año se recuerdan momentos épicos como en Silverstone recuperándole 30 segundos a Piquet en las últimas 30 vueltas, rompiendo el récord de la vuelta rápida en 15 ocasiones consecutivas y arrebatándole el primer puesto al brasileño a falta de 2 vueltas. Se quedó finalmente sin combustible apenas pasada la línea de meta fruto del intenso ritmo que había impreso al vehículo. Fue una actuación que provocó la invasión de la pista por cientos de fanes ingleses tras finalizar la carrera. Mansell, quien previamente a este Gran Premio había sido calificado por Piquet como "piloto de cazabombarderos más que de F1", fue llevado en moto hacia el paddock y se detuvo en el punto justo donde superó a Piquet para besar esa parte de la pista.
Esa temporada fue el piloto más veloz tanto en clasificación (ganó ocho pole positions) como en carrera (lideró la mayor cantidad de vueltas) pero una serie de circunstancias conspiraron contra sus posibilidades. Por un lado, las fallas mecánicas en varias carreras en que era cómodo puntero (Mónaco -motor-, Alemania -motor-, Hungría -error del box que no ajustó una tuerca de una rueda y perdió la carrera a siete vueltas del final-) sumado a algunos errores de conducción, como en el circuito de Spa-Francorchamps al forzar una maniobra para pasar a Senna. Ambos chocaron y abandonaron (Nigel iría luego a boxes y tomaría del cuello al brasileño); en Monza casi se va afuera por errar un cambio y permitió que Piquet lo pase), por lo cual el brasileño, que casi no cometió errores ese año, aprovechó esas defecciones para liderar el campeonato. Un tremendo accidente en Suzuka, dónde sufrió daños en sus cervicales y tuvo que ser internado, lo dejó fuera de lucha por el título (tampoco pudo presentarse a correr el GP de Australia).

### 1988-1990: Años de transición
En 1988 Williams perdió los motores Honda Turbo en beneficio de McLaren, ya que promediando la temporada anterior los nipones querían un lugar para Satoru Nakajima, y Williams no podía despedir ni a Mansell ni a Piquet. En esa temporada el inglés tuvo que luchar con un poco competitivo Williams-Judd aspirado y abandonó prácticamente todas las carreras que participó (salvo dos muy buenas actuaciones en Inglaterra y España donde consiguió ser segundo contra los imbatibles McLaren-Honda Turbo); decidió cambiar de escudería la temporada siguiente cuando se convirtió en el último piloto en ser elegido personalmente por Enzo Ferrari, quien además le obsequió un Ferrari F40 de 1988 como "un regalo para Mansell", honor aquel que el británico describió como "uno de los más grandes de toda mi carrera". En esa temporada consiguió dos victorias, una en Brasil en su debut con el "Cavallino", y otra de ellas de manera espectacular en el Gran Premio de Hungría de 1989 donde remontó desde el 12.º lugar de la parrilla y consiguió adelantamientos casi imposibles en un circuito siempre complicado, recordándose de la carrera el mítico adelantamiento a Senna en lo que desde entonces se llamó las "Eses de Mansell"; cuando Senna lideraba esa carrera Mansell se le pegó al coche y en el momento en que el brasileño quiso pasar al Ónix rezagado que le predecía fue ya tarde; Mansell les había adelantado a los dos. Fue penalizado con una fecha de suspensión por un toque contra Ayrton Senna inmediatamente luego de quedar desclasificado del GP de Portugal por haber usado la marcha atrás en boxes (afirmó que el sol de frente no lo había dejado ver la bandera negra de desclasificación). Terminó en cuarto lugar en el campeonato.

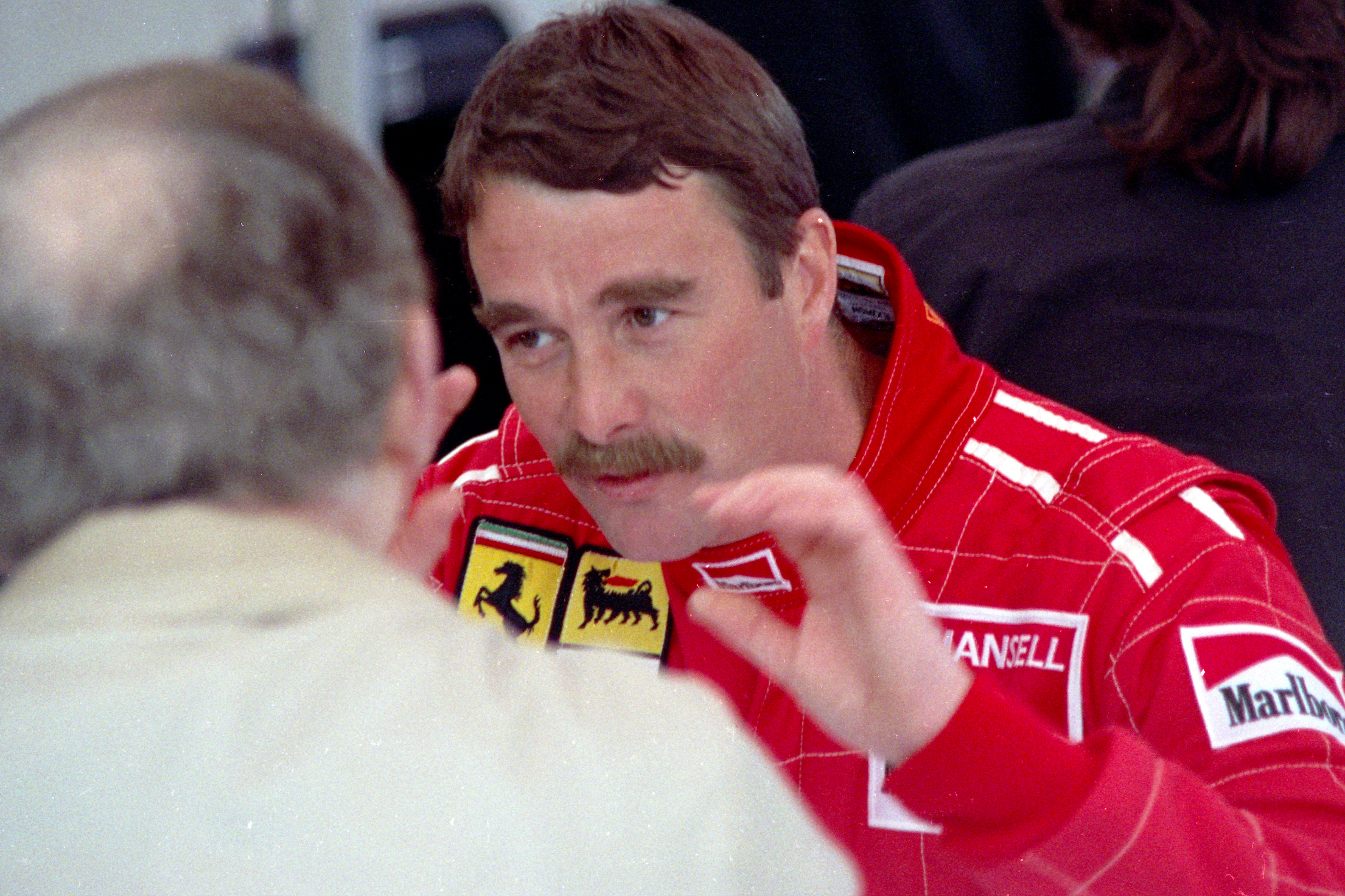
Mansell en su época de Ferrari charla en Boxes en el Gran Premio de los Estados Unidos de 1990.

En 1990 tuvo un año complicado por sus múltiples abandonos y por la convivencia con Alain Prost de quien Nigel se quejaba porque este siempre conseguía un mejor y más confiable coche. Eso fue una lucha política que Prost empezó creyendo que Ferrari favorecía a Nigel por la cantidad de ingenieros ex-Williams que había en el equipo, así que decidió pedir insistentemente a "su" gente de McLaren hasta conseguir el trato de favor del equipo. Por ejemplo, en el GP de Gran Bretaña Mansell preguntó a los mecánicos por qué el coche no tenía el mismo agarre que en la carrera anterior donde había conseguido la pole position, estos confesaron que Prost había visto que su coche era superior por lo que había sido cambiado, sin consultarle a Mansell. De inicios de temporada, podemos hacer mención a la vehemencia en como clasificó en el GP de San Marino o recordar la maniobra antológica que realizó para pasar a Gerhard Berger por fuera de la súper rápida (y muy peligrosa) curva Peraltada en el Autódromo Hermanos Rodríguez en la última vuelta del Gran Premio de México, maniobra que algunos calificaron como "imposible" y otros como "demencial".
Había tomado la decisión de alejarse de las pistas luego de abandonar cuando iba en punta en el Gran Premio de Inglaterra (decisión que revería luego de recibir miles de cartas de sus fanáticos y hasta del consejo público de Senna para que considerara las propuestas de Williams-Renault, escudería a la que volvería). No obstante, realizó un gran cierre de año con destacadas actuaciones en los Grandes Premios finales de la temporada, consiguiendo la victoria en Portugal (luego de un polémico encierro a Prost en la largada), liderando el GP japonés hasta abandonar por la rotura de la caja y siendo protagonista de un final electrizante en el Gran Premio de Australia con Piquet (en el Grand Prix número 500 de la categoría), carrera en la que acabó en segundo lugar. Terminó en el quinto lugar del campeonato mundial.

### 1991-1992: Batallas finales y el campeonato mundial

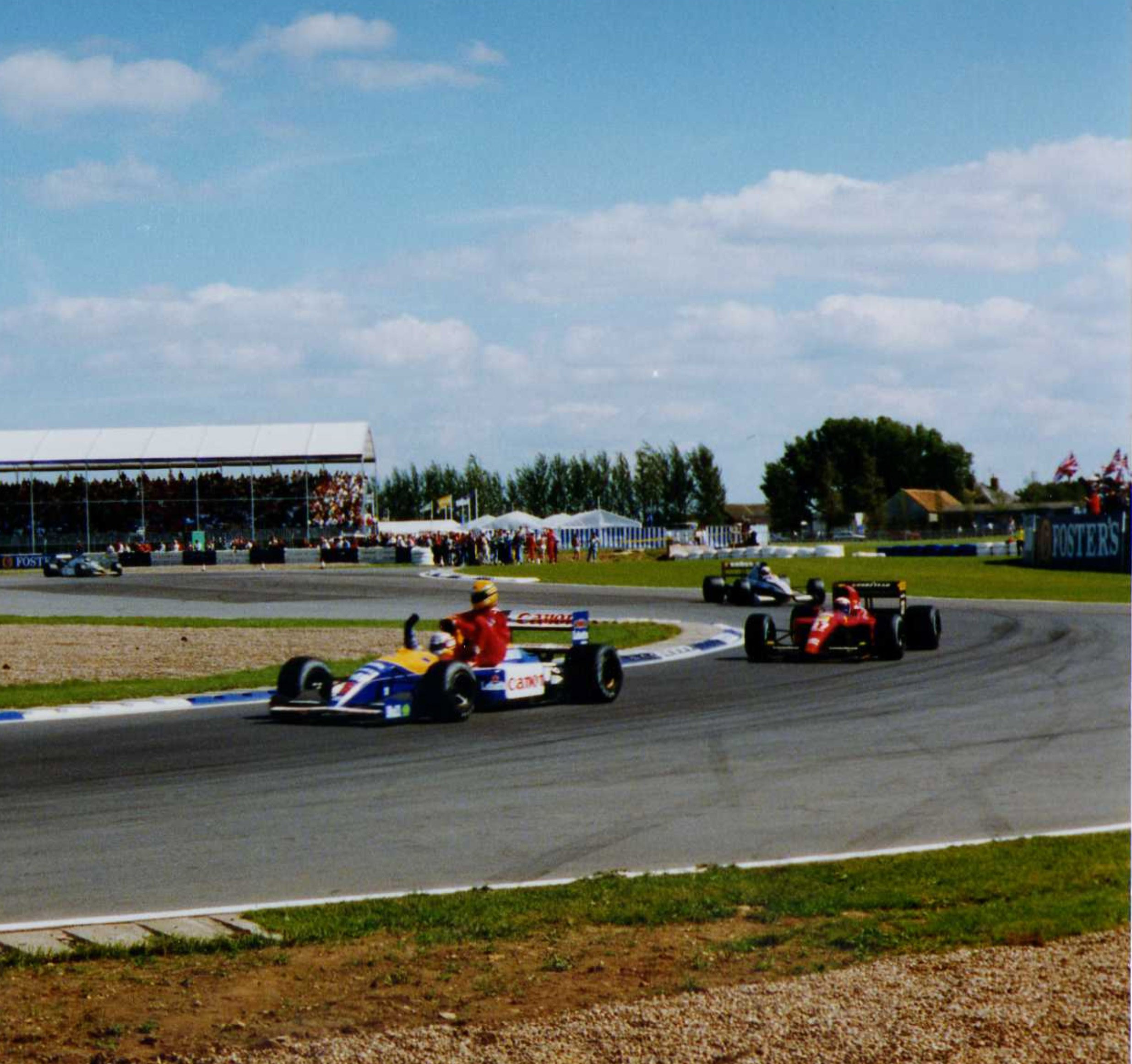
Gran Premio de Gran Bretaña de 1991: Nigel Mansell llevando a Ayrton Senna al paddock de Silverstone. Senna se había quedado sin combustible y Mansell que había ganado la carrera lo llevó en la vuelta de honor.

En 1991 repitió el subcampeonato por tercera vez, luchando contra la poca fiabilidad del Williams-Renault a comienzo de temporada (perdió el Gran Premio de Canadá en la última vuelta), contra el error garrafal del box de su equipo en Portugal (no ajustaron una tuerca y perdió la rueda cuando punteaba cómodamente la competencia y posteriormente fue descalificado de la competencia) y contra Ayrton Senna que realizó una temporada sin errores. De todas maneras fue para él una temporada brillante ganando tres GP consecutivos (en Magny-Cours, Francia, superando a Prost por afuera y tomándose revancha del año anterior; delante de su público en Silverstone (Inglaterra); y en Hockenheimring, Alemania, de punta a punta), obteniendo su primer y único triunfo en Monza, en una de sus actuaciones más estratégicas (dejando que su compañero Riccardo Patrese desgaste los neumáticos Senna, para luego superarlo) que fue festejado hasta el delirio por los tifosi italianos como si hubiera corrido para Ferrari, y una gran victoria en el circuito de Cataluña que se estrenaba como circuito de F-1, en la que debería adelantar a Schumacher, Berger y Senna en grandes maniobras. Se recordará esa carrera por su duelo milimétrico de rueda a rueda con Ayrton Senna en la recta principal. El título se definió en Japón, cuando Mansell se despistaba en la primera curva de Suzuka, dejando a Senna como campeón.
La revancha llegó en 1992 donde logró coronarse finalmente campeón mundial en el circuito de Hungaroring, Hungría, ganando 9 carreras en esa temporada (cinco de ellas de forma consecutiva al inicio de la temporada lo cual es un récord) y obteniendo 14 pole positions (récord igualado el 12 de noviembre de 2011 por el alemán Sebastian Vettel). Además, fue el primer piloto que ganó el campeonato superando la barrera de los 100 puntos. De esa temporada, donde Mansell ganaba las carreras casi sin oposición, (contó con el Williams-Renault FW14B, uno de los monoplazas más tecnológicos que se han fabricado) podemos destacar la victoria en Silverstone, de punta a punta, luego de haber obtenido la pole position a más de 2 segundos de diferencia con Patrese (segundo) y a casi tres de Senna, carrera que Mansell ha elegido entre sus favoritas en su libro autobiográfico. Otra carrera memorable fue en Montecarlo, donde Mansell había liderado a voluntad hasta que tuvo una pinchadura lenta y tuvo que cambiar neumáticos, circunstancia que aprovechó Senna para liderar. Aun a sabiendas de que en Mónaco en condiciones normales es muy difícil superar a otro vehículo (y aún más a Senna), dio todo de sí para intentar pasar al brasileño, brindando un espectáculo inolvidable, y terminando en segundo lugar la carrera en un final ajustado.
Anunciaría su retiro de la Fórmula 1 en el GP de Monza, luego de meses de negociaciones infructuosas, donde el inglés no aceptaba la cifra de cinco millones de dólares de Frank Williams para la temporada de 1993 (era la mitad de lo que había percibido para 1992), dado que el constructor inglés le había expresado que Ayrton Senna se había ofrecido a correr "gratis" y que debía "tomar o dejar" su propuesta. Otro de los motivos de su abandono se fundaba en que Nigel había decidido no correr más con Alain Prost como compañero de equipo después de su experiencia en Ferrari. Sin embargo, cuando Mansell se dirigía a la conferencia de prensa donde anunciaría su retiro, Gary Clumpler, del departamento de Márquetin de Williams, le haría una oferta de última hora, donde Williams, Renault y Elf aceptaban todas las condiciones del británico (idéntica remuneración e igual tratamiento que Prost), contra-oferta que Mansell rechazaría por considerarla totalmente inoportuna.

### 1993-1995: CART IndyCar y retiro definitivo de F1

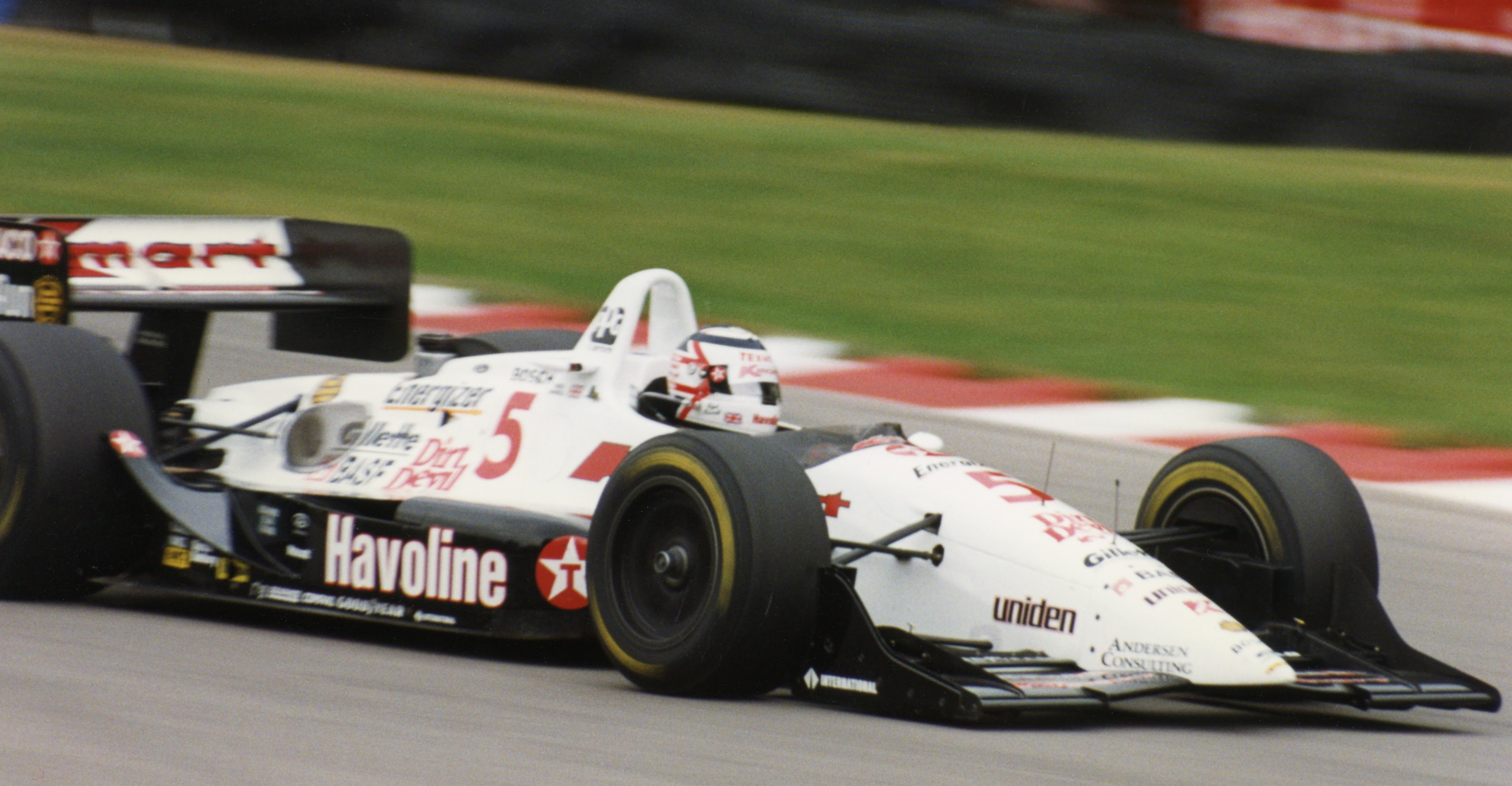
Nigel Mansell en el campeonato PPG CART IndyCar World Series

En 1993 fue campeón de la CART IndyCar World Series en Estados Unidos en su primera temporada, siendo el primer novato que lo conseguía. Había debutado exitosamente ganado la pole position y la carrera en el circuito callejero de Surfers Paradise, Australia, al mando de un Lola Ford T93 del equipo Newman/Haas Racing. Tuvo un fuerte accidente en el óvalo de Phoenix International Raceway, donde dañó su espalda y tuvo que ser internado. Terminó tercero en su primera carrera en las 500 millas de Indianápolis, luego de haber cometido un error en un reinicio de la competencia que había liderado casi hasta el final (por su falta de práctica en comparación con la F-1 que en la época que Mansell corría no tenía automóviles de seguridad). Consiguió un total de cinco victorias esa temporada y batió a otra gloria de la F-1, Emerson Fittipaldi que quedó segundo en el campeonato. Con esto completó el mayor logro de su carrera, obtener un campeonato en Fórmula 1 y en IndyCar en años consecutivos, incluso llegando a ser paralelamente campeón de las dos categorías, tarea que nadie más ha conseguido de manera consecutiva y por este orden.
Mansell tuvo un breve retorno a la Fórmula 1 en 1994 pilotando para Williams en sustitución del fallecido Ayrton Senna, donde ganó su última carrera en Australia. En 1995 pasó a la escudería McLaren dónde se retiró después de solo 2 carreras, no sintiendo a ese vehículo como competitivo.

### Reconocimientos y distinciones
Mansell ganó 31 carreras de F-1, 32 pole positions y 30 vueltas rápidas en carrera en 187 participaciones, siendo el segundo piloto británico más ganador de todos los tiempos, solo por detrás de Lewis Hamilton y el octavo en la historia de la categoría detrás de Schumacher, Prost, Senna, Vettel, Alonso y Verstappen.
Aguerrido, arriesgado, agresivo y audaz para adelantar a un rival eran adjetivos que describían al inglés al que los italianos llamaban "Il Leone" (el león). Algo desconfiado en el paddock, y con cierta dosis de mala suerte en las grandes definiciones, Mansell era una verdadera garantía de espectáculo para el espectador de la Fórmula 1. También fue célebre por usar siempre su mítico "red five" el morro de sus monoplazas.
Fue situado entre los diez mejores pilotos de toda la historia por Murray Walker, comentarista de la categoría por 50 años.
Obtuvo la Orden del Imperio Británico (OBE). Ganó el premio BBC Sports Personalidad del año en 1986 y 1992. Ganó el premio del Royal Automobile Club y el premio ESPY por mejor piloto de 1993. En mérito a sus logros, en el año 2005 fue ingresado al Salón Internacional de la Fama de los Deportes Motorizados. El sitio "Hall of Fame" de la página oficial de la Fórmula 1 dice sobre Nigel: "uno de los pilotos más excitantes, con su estilo de 'a todo o nada' (31 victorias y 32 choques). Su torpe personalidad le dio algunos enemigos, sus heroicas actuaciones millones de fanáticos".
Con motivo del regreso de la F-1 a México tras 23 años de ausencia, en octubre de 2015 la emblemática curva 17 del Autódromo Hermanos Rodríguez fue bautizada con su nombre como homenaje ya que había sido (hasta entonces) el último piloto campeón del Gran Premio de México en 1992.

### Últimos años

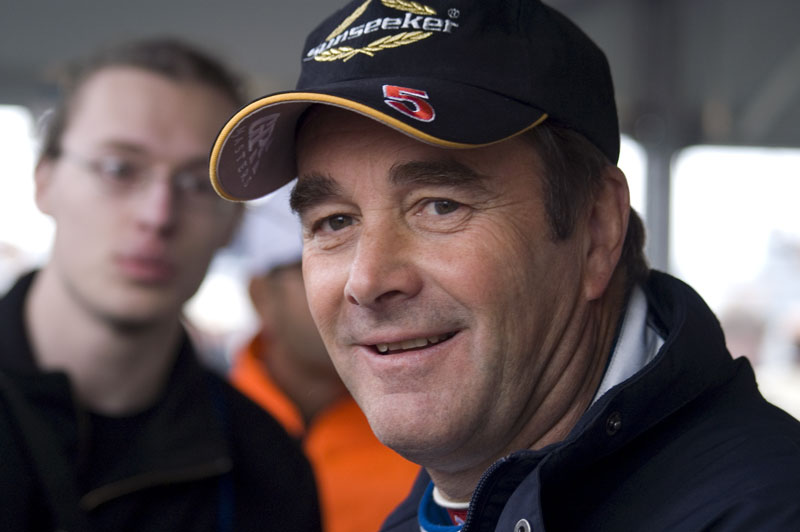
Mansell en el Gran Premio de Gran Bretaña de 2007.

En 1998 participó de algunas competencias del Campeonato Británico de Turismos, conduciendo un poco competitivo Ford Mondeo. Se recuerda como la mejor carrera de todos los tiempos de esta especialidad a la competencia de Donington Park donde había largado en el puesto 19.º y llegó a estar primero por varios giros, bajo una fuerte lluvia, para finalizar quinto. Mansell corrió tres carreras bajo el número 55, en rojo.
En 2005 volvió a competir enrolándose en la GP Masters, para ganar en la cita que se disputó en Kyalami delante de Fittipaldi, Jones, Patrese y demás expilotos de Fórmula 1.
En 2006 ganó la siguiente carrera en Catar disputada en Losail (luego de obtener la pole position), y en casa en Silverstone no pudo dar más que una sola vuelta por culpa de problemas mecánicos.
En 2007 participó de la segunda ronda del Campeonato FIA GT, conduciendo una Ferrari F430 GT2, para la Scuderia Ecosse. Finalizó séptimo en su clase y 21 en la general.
En 2008 junto su hijo Leo, probaron un Lola-AER B06/10 en el circuito de Estoril, para una posible participación en la American Le Mans Series, que al final no aconteció.
En 2010 participó con su propio equipo Beechdean-Mansell en la Le Mans Series con sus dos hijos Leo y Greg. Abandonó en las 24 Horas de Le Mans a los 20 minutos de carrera debido a un pinchazo y posterior golpe contra las barreras.

### Vida actual
- Posee un Club de Golf llamado Woodbury Manor cerca de Exeter (Devon, Inglaterra) que también tiene en su interior un museo del piloto.
- Es dueño de un circuito de carreras en Devon.
- Acaba de publicar una revista del deporte motor llamada "Planet Driving" junto a Carl Fogarty.
- Es presidente del Instituto de Motoristas Avanzados.
- Vive en la Isla de Man y tiene también una residencia en Bell air (estado de Florida, EE. UU.).
- Participó en las Le Mans Series en 2010 con su propio equipo Beechdean-Mansell usando coches de categoría LMP1 Gyneta-Zytek con sus dos hijos Greg y Leo.
- Participó en la carrera de resistencia de las 24 h de Le Mans (2010) con sus dos hijos como compañeros.
- En 2015 la curva 17 del Autódromo Hermanos Rodríguez se bautizó en honor a Mansell, dos veces ganador del Gran Premio de México (1987 y 1992).[20]

## Resumen de carrera
| Temporada | Categoría                                 | Equipo                     | Carreras | Victorias | Poles | VR | Podios | Puntos  | Pos. |
| --------- | ----------------------------------------- | -------------------------- | -------- | --------- | ----- | -- | ------ | ------- | ---- |
| 1977      | Fórmula Ford 1600 BRDC                    |                            | 15       | 5         | ?     | ?  | ?      | ?       | 1.º  |
| 1977      | Fórmula 3 Británica - Vandervell          | Alan McKechnie Racing      | 2        | 0         | 0     | 0  | 0      | 10      | 17.º |
| 1977      | Fórmula 3 Británica - Super Visco         | Alan McKechnie Racing      | 2        | 0         | 0     | 0  | 0      | 0       | NC   |
| 1978      | Fórmula 3 Británica - Super Visco         | March Racing Team          | 4        | 0         | 0     | 0  | 0      | 3       | 19.º |
| 1978      | Fórmula 3 Británica - Vandervell          | March Racing Team          | 1        | 0         | 1     | 0  | 1      | 15      | 15.º |
| 1979      | Fórmula 3 Británica                       | Unipart Team               | 15       | 1         | 0     | 0  | 2      | 24      | 8.º  |
| 1979      | Campeonato de Fórmula 3 Europea de la FIA | Unipart Team               | 1        | 0         | 0     | 0  | 0      | 0       | NC   |
| 1980      | Fórmula 3 Británica                       | March Racing Team          | 8        | 0         | 0     | 1  | 0      | 15      | 9.º  |
| 1980      | Campeonato Europeo de Fórmula Dos         | Ralt Cars                  | 4        | 0         | 0     | 0  | 1      | 8       | 12.º |
| 1980      | Fórmula 1                                 | Team Essex Lotus           | 2        | 0         | 0     | 0  | 0      | 0       | NC   |
| 1981      | Fórmula 1                                 | Team Essex Lotus           | 4        | 0         | 0     | 0  | 1      | 8       | 14.º |
| 1981      | Fórmula 1                                 | John Player Team Lotus     | 9        | 0         | 0     | 0  | 0      | 8       | 14.º |
| 1982      | Fórmula 1                                 | John Player Team Lotus     | 13       | 0         | 0     | 0  | 1      | 7       | 14.º |
| 1983      | Fórmula 1                                 | John Player Team Lotus     | 15       | 0         | 0     | 1  | 1      | 10      | 13.º |
| 1984      | Fórmula 1                                 | John Player Team Lotus     | 16       | 0         | 1     | 0  | 2      | 13      | 10.º |
| 1985      | Fórmula 1                                 | Canon Williams Honda       | 15       | 2         | 1     | 1  | 3      | 31      | 6.º  |
| 1986      | Fórmula 1                                 | Canon Williams Honda       | 16       | 5         | 2     | 4  | 9      | 70 (72) | 2.º  |
| 1987      | Fórmula 1                                 | Canon Williams Honda       | 14       | 6         | 8     | 3  | 7      | 61      | 2.º  |
| 1988      | Fórmula 1                                 | Canon Williams             | 14       | 0         | 0     | 1  | 2      | 12      | 9.º  |
| 1989      | Fórmula 1                                 | Scuderia Ferrari SpA SEFAC | 15       | 2         | 0     | 3  | 5      | 38      | 4.º  |
| 1990      | Fórmula 1                                 | Scuderia Ferrari SpA       | 16       | 1         | 3     | 3  | 5      | 37      | 5.º  |
| 1991      | Fórmula 1                                 | Canon Williams Renault     | 16       | 5         | 2     | 6  | 9      | 72      | 2.º  |
| 1992      | Fórmula 1                                 | Canon Williams Renault     | 16       | 9         | 14    | 8  | 12     | 108     | 1.º  |
| 1993      | CART IndyCar World Series                 | Newman/Haas Racing         | 16       | 5         | 7     | 4  | 10     | 191     | 1.º  |
| 1994      | CART IndyCar World Series                 | Newman/Haas Racing         | 16       | 0         | 3     | 2  | 3      | 88      | 8.º  |
| 1994      | Fórmula 1                                 | Rothmans Williams Renault  | 4        | 1         | 1     | 0  | 1      | 13      | 9.º  |
| 1995      | Fórmula 1                                 | Marlboro McLaren Mercedes  | 2        | 0         | 0     | 0  | 0      | 0       | NC   |
| 1998      | Campeonato Británico de Turismos          | Ford Mondeo Racing         | 6        | 0         | 0     | 0  | 0      | 7       | 18.º |
| 2005      | Grand Prix Masters                        | Team Altech                | 1        | 1         | 1     | 0  | 1      | N/A     | 1.º  |
| 2006      | Grand Prix Masters                        | Team Altech                | 2        | 1         | 1     | 0  | 1      | 10      | 2.º  |
| 2007      | Campeonato FIA GT - GT2                   | Scuderia Escosse           | 1        | 0         | 0     | 0  | 0      | 2       | 30.º |
| 2009      | Le Mans Series - LMP1                     | Team LNT                   | 1        | 0         | 0     | 0  | 0      | 0       | NC   |
| 2010      | Le Mans Series - LMP1                     | Beechdean Mansell          | 1        | 0         | 0     | 0  | 0      | 12      | 19.º |
| 2010      | 24 Horas de Le Mans - LMP1                | Beechdean Mansell          | 1        | 0         | 0     | 0  | 0      | N/A     | DNF  |
| Fuente:   |                                           |                            |          |           |       |    |        |         |      |

## Resultados

### Campeonato Europeo de Fórmula Dos
(Clave) (negrita indica pole position) (cursiva indica vuelta rápida)

| Año     | Escudería    | 1   | 2   | 3   | 4   | 5   | 6      | 7       | 8       | 9     | 10  | 11  | 12    | Pos. | Puntos |
| ------- | ------------ | --- | --- | --- | --- | --- | ------ | ------- | ------- | ----- | --- | --- | ----- | ---- | ------ |
| 1978    | Chevron Cars | THR | HOC | NÜR | PAU | MUG | VAL    | ROU     | DON DNQ | NOG   | PER | MIS | HOC   | NC   | 0      |
| 1980    | Ralt Cars    | THR | HOC | NÜR | VAL | PAU | SIL 11 | ZOL Ret | MUG     | ZAN 5 | PER | MIS | HOC 2 | 12.º | 8      |
| Fuente: |              |     |     |     |     |     |        |         |         |       |     |     |       |      |        |

### Fórmula 1
(Clave) (negrita indica pole position) (cursiva indica vuelta rápida)

| Año     | Escudería                  | 1       | 2       | 3       | 4       | 5       | 6       | 7       | 8       | 9       | 10      | 11      | 12      | 13      | 14      | 15      | 16      | 17  | Pos. | Puntos  |
| ------- | -------------------------- | ------- | ------- | ------- | ------- | ------- | ------- | ------- | ------- | ------- | ------- | ------- | ------- | ------- | ------- | ------- | ------- | --- | ---- | ------- |
| 1980    | Team Essex Lotus           | ARG     | BRA     | RSA     | USW     | BEL     | MON     | FRA     | GBR     | GER     | AUT Ret | NED Ret | ITA DNQ | CAN     | USA     |         |         |     | NC   | 0       |
| 1981    | Team Essex Lotus           | USW Ret | BRA 11  | ARG Ret | SMR     | BEL 3   |         |         |         |         |         |         |         |         |         |         |         |     | 14.º | 8       |
| 1981    | John Player Team Lotus     |         |         |         |         |         | MON Ret | ESP 6   | FRA 7   | GBR DNQ | GER Ret | AUT Ret | NED Ret | ITA Ret | CAN Ret | LVG 4   |         |     | 14.º | 8       |
| 1982    | John Player Team Lotus     | RSA Ret | BRA 3   | USW 7   | SMR     | BEL Ret | MON 4   | USA Ret | CAN Ret | NED     | GBR Ret | FRA     | GER 9   | AUT Ret | SUI 8   | ITA 7   | LVG Ret |     | 14.º | 7       |
| 1983    | John Player Team Lotus     | BRA 12  | USW 12  | FRA Ret | SMR 12† | MON Ret | BEL Ret | USA 6   | CAN Ret | GBR 4   | GER Ret | AUT 5   | NED Ret | ITA 8   | EUR 3   | RSA NC  |         |     | 13.º | 10      |
| 1984    | John Player Team Lotus     | BRA Ret | RSA Ret | BEL Ret | SMR Ret | FRA 3   | MON Ret | CAN 6   | USA Ret | USA 6†  | GBR Ret | GER 4   | AUT Ret | NED 3   | ITA Ret | EUR Ret | POR Ret |     | 10.º | 13      |
| 1985    | Canon Williams Honda       | BRA Ret | POR 5   | SMR 5   | MON 7   | CAN 6   | USA Ret | FRA DNS | GBR Ret | GER 6   | AUT Ret | NED 6   | ITA 11† | BEL 2   | EUR 1   | RSA 1   | AUS Ret |     | 6.º  | 31      |
| 1986    | Canon Williams Honda       | BRA Ret | ESP 2   | SMR Ret | MON 4   | BEL 1   | CAN 1   | USA 5   | FRA 1   | GBR 1   | GER 3   | HUN 3   | AUT Ret | ITA 2   | POR 1   | MEX 5   | AUS Ret |     | 2.º  | 70 (72) |
| 1987    | Canon Williams Honda       | BRA 6   | SMR 1   | BEL Ret | MON Ret | USA 5   | FRA 1   | GBR 1   | GER Ret | HUN 14† | AUT 1   | ITA 3   | POR Ret | ESP 1   | MEX 1   | JPN DNS | AUS     |     | 2.º  | 61      |
| 1988    | Canon Williams             | BRA Ret | SMR Ret | MON Ret | MEX Ret | CAN Ret | USA Ret | FRA Ret | GBR 2   | GER Ret | HUN Ret | BEL     | ITA     | POR Ret | ESP 2   | JPN Ret | AUS Ret |     | 9.º  | 12      |
| 1989    | Scuderia Ferrari SpA SEFAC | BRA 1   | SMR Ret | MON Ret | MEX Ret | USA Ret | CAN DSQ | FRA 2   | GBR 2   | GER 3   | HUN 1   | BEL 3   | ITA Ret | POR DSQ | ESP     | JPN Ret | AUS Ret |     | 4.º  | 38      |
| 1990    | Scuderia Ferrari SpA       | USA Ret | BRA 4   | SMR Ret | MON Ret | CAN 3   | MEX 2   | FRA 18† | GBR Ret | GER Ret | HUN 17† | BEL Ret | ITA 4   | POR 1   | ESP 2   | JPN Ret | AUS 2   |     | 5.º  | 37      |
| 1991    | Canon Williams Renault     | USA Ret | BRA Ret | SMR Ret | MON 2   | CAN 6†  | MEX 2   | FRA 1   | GBR 1   | GER 1   | HUN 2   | BEL Ret | ITA 1   | POR DSQ | ESP 1   | JPN Ret | AUS 2~  |     | 2.º  | 72      |
| 1992    | Canon Williams Renault     | RSA 1   | MEX 1   | BRA 1   | ESP 1   | SMR 1   | MON 2   | CAN Ret | FRA 1   | GBR 1   | GER 1   | HUN 2   | BEL 2   | ITA Ret | POR 1   | JPN Ret | AUS Ret |     | 1.º  | 108     |
| 1994    | Rothmans Williams Renault  | BRA     | PAC     | SMR     | MON     | ESP     | CAN     | FRA Ret | GBR     | GER     | HUN     | BEL     | ITA     | POR     | EUR Ret | JPN 4   | AUS 1   |     | 9.º  | 13      |
| 1995    | Marlboro McLaren Mercedes  | BRA     | ARG     | SMR 10  | ESP Ret | MON     | CAN     | FRA     | GBR     | GER     | HUN     | BEL     | ITA     | POR     | EUR     | PAC     | JPN     | AUS | NC   | 0       |
| Fuente: |                            |         |         |         |         |         |         |         |         |         |         |         |         |         |         |         |         |     |      |         |

### CART IndyCar World Series
(Clave) (negrita indica pole position) (cursiva indica vuelta rápida)

| Año      | Escudería          | Motor   | 1     | 2       | 3     | 4       | 5     | 6      | 7     | 8     | 9      | 10     | 11    | 12     | 13     | 14     | 15     | 16     | Pos. | Puntos |
| -------- | ------------------ | ------- | ----- | ------- | ----- | ------- | ----- | ------ | ----- | ----- | ------ | ------ | ----- | ------ | ------ | ------ | ------ | ------ | ---- | ------ |
| 1993     | Newman/Haas Racing | Ford XB | SRF 1 | PHX DNS | LBH 3 | INDY 3  | MIL 1 | DET 15 | POR 2 | CLE 3 | TOR 20 | MCH 1  | NHA 1 | ROA 2  | VAN 6  | MDO 12 | NAZ 1  | LAG 23 | 1.º  | 191    |
| 1994     | Newman/Haas Racing | Ford XB | SRF 9 | PHX 3   | LBH 2 | INDY 22 | MIL 5 | DET 21 | POR 5 | CLE 2 | TOR 23 | MCH 26 | MDO 7 | NHA 18 | VAN 10 | ROA 13 | NAZ 22 | LAG 8  | 8.º  | 88     |
| Fuentes: |                    |         |       |         |       |         |       |        |       |       |        |        |       |        |        |        |        |        |      |        |

#### 500 Millas de Indianápolis
| Año  | Chasis | Motor   | Inicio | Final | Escudería          |
| ---- | ------ | ------- | ------ | ----- | ------------------ |
| 1993 | Lola   | Ford XB | 8      | 3     | Newman/Haas Racing |
| 1994 | Lola   | Ford XB | 7      | 22    | Newman/Haas Racing |

### Campeonato Británico de Turismos
(Clave) (negrita indica pole position) (cursiva indica vuelta rápida)

| Año     | Escudería          | Automóvil   | 1     | 2     | 3     | 4     | 5     | 6     | 7     | 8     | 9     | 10    | 11        | 12      | 13    | 14    | 15    | 16    | 17    | 18    | 19    | 20    | 21        | 22        | 23    | 24    | 25       | 26       | Pos. | Puntos |
| ------- | ------------------ | ----------- | ----- | ----- | ----- | ----- | ----- | ----- | ----- | ----- | ----- | ----- | --------- | ------- | ----- | ----- | ----- | ----- | ----- | ----- | ----- | ----- | --------- | --------- | ----- | ----- | -------- | -------- | ---- | ------ |
| 1998    | Ford Mondeo Racing | Ford Mondeo | THR 1 | THR 2 | SIL 1 | SIL 2 | DON 1 | DON 2 | BRH 1 | BRH 2 | OUL 1 | OUL 2 | DON 1 Ret | DON 2 5 | CRO 1 | CRO 2 | SNE 1 | SNE 2 | THR 1 | THR 2 | KNO 1 | KNO 2 | BRH 1 Ret | BRH 2 Ret | OUL 1 | OUL 2 | SIL 1 14 | SIL 2 11 | 18.º | 7      |
| Fuente: |                    |             |       |       |       |       |       |       |       |       |       |       |           |         |       |       |       |       |       |       |       |       |           |           |       |       |          |          |      |        |

### 24 Horas de Le Mans
| Año     | Equipo            | Copilotos                | Automóvil           | Clase | Vueltas | Pos. | Pos. Clase |
| ------- | ----------------- | ------------------------ | ------------------- | ----- | ------- | ---- | ---------- |
| 2010    | Beechdean Mansell | Greg Mansell Leo Mansell | Ginetta-Zytek GZ09S | LMP1  | 4       | DNF  | DNF        |
| Fuente: |                   |                          |                     |       |         |      |            |

## Estilo conductivo y particularidades
Mientras que la conducción tradicional para tomar las curvas en un coche de carreras consiste en frenar y bajar el cambio suavemente mientras todavía se corre en una línea recta, y luego doblar al vértice de la curva para acelerar de nuevo, la técnica de Mansell era distinta. Su estilo era frenar duro y tarde, y doblar hacia el vértice mucho antes que lo normal -estando todavía frenando-, llevando más velocidad hacia ese punto. Probablemente haya corrido menos metros que los otros competidores -por ejemplo, en carreras como Mónaco, el británico calculaba que cada vuelta suya era de 20 a 30 metros más corta que las de sus rivales. Para conducir de esa manera Mansell necesitaba un coche muy sensible, "nervioso", pero estable y balanceado en la trompa, por lo que un coche con subviraje -como el McLaren Mercedes de 1995- le era casi imposible de controlar. Asimismo, frecuentemente necesitaba frenos reforzados -en el Gran Premio de Portugal de 1984, Peter Warr se negó a proporcionarle a Nigel pastillas de freno más grandes y el británico abandonó por rotura de frenos a pocas vueltas del final, posibilitando el ascenso de Lauda al segundo puesto, posición que le daría el título mundial-.
Puede destacarse que fue el primer piloto que usó un cambio semiautomático en un Fórmula 1 (junto a Gerhard Berger), concretamente en el Gran Premio de Brasil de 1989 (competencia donde además tuvo que cambiar el volante en boxes, y aun así ganó la carrera) con la Ferrari 640, número 27.
Fue el único piloto en comenzar una carrera marcha atrás en el Gran Premio del oeste de los Estados Unidos de 1982, ya que su compañero Elio de Angelis se había colocado mal en la casilla de salida y Nigel dio marcha atrás para permitirle volver a reubicarse en la grilla correcta, justo cuando el semáforo se puso en verde.